# Valdemaluque
Valdemaluque es un municipio y localidad española de la provincia de Soria, en la comunidad autónoma de Castilla y León. El término municipal, que incluye las localidades de Aylagas, Sotos del Burgo, Valdeavellano, Valdelinares y Valdemaluque, tiene una población de 137 habitantes (INE 2024).

## Geografía
Forma parte del partido judicial de Burgo de Osma y tiene un área de 62,98 km². En el siglo XIX se mencionaban los «buenos montes poblados de roble, enebro, sabina y otros arbustos» existentes en el término. En el municipio, e incluido en la Red Natura 2000, se encuentra el lugar de importancia comunitaria conocido como Sabinares Sierra de Cabrejas, que ocupa 874 hectáreas, el 14 % de su término.

## Historia
En el censo de 1879, ordenado por el conde de Floridablanca, figuraba como lugar del partido de Ucero en la intendencia de Soria, con jurisdicción de abadengo y bajo la autoridad del alcalde pedáneo, nombrado por el obispo de Osma. Contaba entonces con 126 habitantes.
A la caída del Antiguo Régimen la localidad se constituyó en municipio constitucional en la región de Castilla la Vieja que en el censo de 1842 contaba con 30 hogares y 116 vecinos. Hacia mediados del siglo XIX, el lugar tenía contabilizadas 40 casas. Aparece descrito en el decimoquinto volumen del Diccionario geográfico-estadístico-histórico de España y sus posesiones de Ultramar de Pascual Madoz de la siguiente manera:

VAL DE MALUQUE: l. con ayunt. en la prov. de Soria (10 leg.), part. jud. del Burgo (2), aud. terr. y c. g. de Búrgos (18), dióc. de Osma (2): sit. á la falda de una colina con buena ventilacion y clima sano: tiene 40 casas; la consistorial; escuela de instruccion primaria á cargo de un maestro que percibe una corta dotacion; una igl. parr. (San Juan Evangelista) matriz de la de Val de Lubiel: confina el térm. con los de Ucero, Barcebál, Val de Lubiel y Sotos: el terreno bañado por el r. Ucero, participa de arcilloso y fuerte y de arenisco; buenos montes poblados de roble, enebro, sabina y otros arbustos: caminos: los que dirigen á los pueblos limítrofes. correo: se recibe y despacha en el Burgo. prod.: trigo, cebada, centeno, avena, legumbres patatas, leñas de combustible y yerbas de pasto, con las que se mantiene ganado lanar, cabrio y vacuno; hay caza de liebres, conejos y perdices; pesca de truchas y barbos. ind.: la agrícola, dos molinos Harineros y el porteo de leña al Burgo. comercio: esportacion del sobrante de frutos, ganado y lana é importacion de los art. que faltan. pobl.: 30 vec., 116 alm. cap. imp.: 13,267 rs. 6 mrs.
(Madoz, 1849, p. 257)

A mediados del siglo XIX, creció el término del municipio porque incorporó a Sotos del Burgo, Valdeavellano de Ucero y Valdelinares. En 1969 creció el término del municipio, al fusionarse con el de Aylagas.

## Demografía
Cuenta con una población de 137 habitantes (INE 2024).
| Gráfica de evolución demográfica de Valdemaluque entre 1842 y 2021 |
| |
| Población de derecho según los censos de población del INE Población de hecho según los censos de población del INEEntre el censo de 1857 y el anterior, crece el término del municipio porque incorpora a 425106 (Sotos del Burgo), 425122 (Valdeavellano de Ucero) y 425125 (Valdelinares) Entre el censo de 1970 y el anterior, crece el término del municipio porque incorpora a 42517 (Aylagas) |

### Demografía reciente del núcleo principal
Valdemaluque (localidad) contaba a 1 de enero de 2010 con una población de 112 habitantes, 54 hombres y 58 mujeres.
| Gráfica de evolución demográfica de Valdemaluque (localidad) entre 2000 y 2010                   |
|                                                                                                  |
| Población de derecho (2000-2010) según los censos de población del INE a 1 de enero de cada año. |

### Población por núcleos
| Núcleos                | Habitantes (2000) | Habitantes (2010) |
| ---------------------- | ----------------- | ----------------- |
| Valdemaluque           | 115               | 112               |
| Aylagas                | 21                | 25                |
| Sotos del Burgo        | 126               | 90                |
| Valdeavellano de Ucero | 33                | 17                |
| Valdelinares           | 10                | 6                 |

## Patrimonio

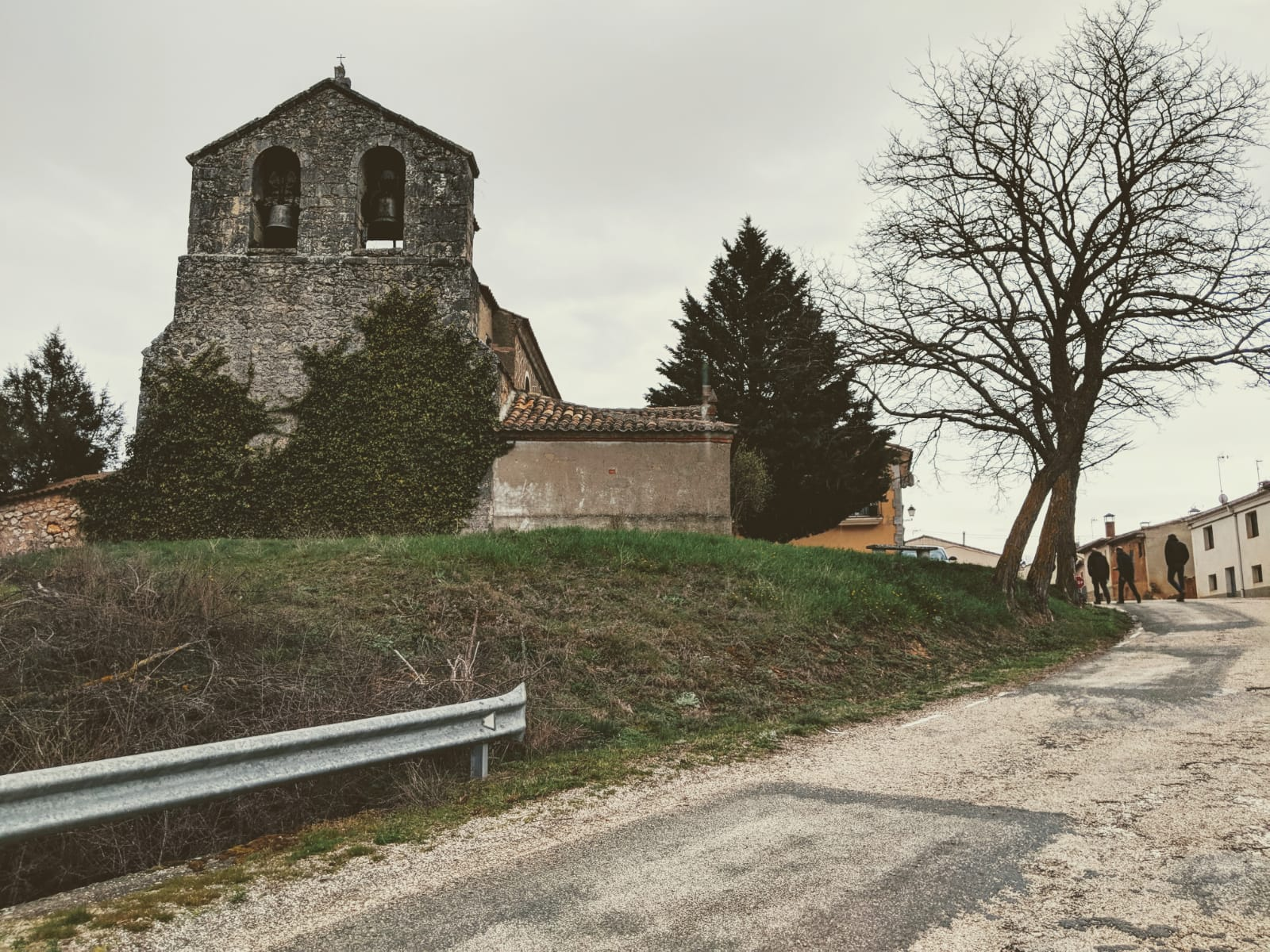
Iglesia de San Juan

En la localidad hay una iglesia bajo la advocación de San Juan Evangelista.